# Roškovce
Roškovce este o comună slovacă, aflată în districtul Medzilaborce din regiunea Prešov. Localitatea se află la altitudinea de 357 m deasupra n.m., se întinde pe o suprafață de 12,55 km2 și în 2017 număra 158 de locuitori.

## Istoric
Localitatea Roškovce este atestată documentar din 1478.

## Demografie
| An:                | 1994 | 2004    | 2014    | 2024    |
| ------------------ | ---- | ------- | ------- | ------- |
| Număr de persoane: | 246  | 217     | 185     | 132     |
| Diferență:         |      | −11,78% | −14,74% | −28,64% |

| An:                | 2023 | 2024   |
| ------------------ | ---- | ------ |
| Număr de persoane: | 139  | 132    |
| Diferență:         |      | −5,03% |